# Hare Krišna

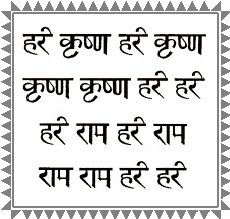
Mantra Haré Krišna v písmu devanágarí

Haré Kršna Mahá-mantra (Velká mantra, velký osvobozující zpěv) je višnuistická mantra, celosvětově známá díky Mezinárodní společnosti pro vědomí Kršny (Mantra znamená od kořene man - myslet, a přípony tra – očištění. Mahá znamená velký.)

## Mantra
Mahámantra Haré Krišna se skládá ze 16 slov, která jsou opakováním božských jmen ve vokativu (oslovení). Hare označuje Rádhu, Ráma a Krišna jsou jména Nejvyšší Osobnosti Božství, jehož další jméno je Višnu. Čaitanja Čaritámrita, životopis Šrí Čaitanji Maháprabhua v bengálštině, uvádí: džívera svarúpa haja-krišnera nitja dása - „Každá živá bytost je ve svém přirozeném postavení věčným služebníkem Krišny.“ Šrí Čaitanja Maháprabhu dal pro dobro pokleslých duší ve věku Kali vynikající nástroj - zpívání Hare Krišna mahámantry. Jejím zpíváním se mohou očistit, a pak budou schopni pochopit vznešená filozofická sdělení Bhagavad-gíty a Šrímad Bhágavatamu.
Všechny živé bytosti jsou původem duchovní bytosti, které si jsou vědomy Krišny, ale vzhledem k odvěkému styku s hmotou je nyní jejich vědomí znečištěné hmotným prostředím. Hmotné podmínky se nazývají májá neboli iluze. Iluzí je, že se snažíme být pány hmotné přírody, zatímco jsme ve skutečnosti v pevném sevření jejích přísných zákonů. Když se služebník uměle snaží napodobovat všemocného Pána, nazývá se to iluze. Snažíme se vykořisťovat zdroje hmotné přírody, ale ve skutečnosti se čím dál více zaplétáme do jejích složitých zákonitostí. I když tedy svádíme těžký boj o nadvládu nad přírodou, jsme na ní stále více závislí. Tento iluzorní boj můžeme okamžitě zastavit, obnovíme-li své věčné vědomí Krišny.
Zpívání Hare Krišna mahá-mantry je transcendentální proces k obnovení tohoto původního, čistého vědomí. Zpíváním této transcendentální vibrace můžeme ze srdce odstranit veškerá mylná pojetí. V podstatě se všechna zakládají na chybném vědomí "jsem pánem všeho, co znám". Vědomí Krišny není nepřirozený stav mysli, je to původní přirozená energie živé bytosti. Nasloucháním transcendentální vibraci se vědomí Krišny obnoví. Tato nejjednodušší forma meditace je doporučena pro současný věk.
Recitací či zpíváním slova Hará se obracíme na vnitřní energii Nejvyššího Pána a slovy Krišna a Ráma oslovujeme samotného Nejvyššího Pána. Krišna znamená "vše-přitažlivý", Ráma znamená "nejvyšší blaho" a Hará (v pátém pádu se mění v Hare) je Pánova svrchovaná energie blaženosti, která pomáhá Nejvyššího Pána dosáhnout. Hmotná energie zvaná májá je rovněž jednou z mnoha energií Pána a živé bytosti, duše, jsou taktéž Pánovou energií, a to okrajovou. Živé bytosti stojí nad hmotnou energií. Je-li vyšší energie ve styku s nižší energií, vzniká rozporná situace, je-li však vyšší okrajová energie ve styku s vyšší energií zvanou Hará, nachází se ve svém šťastném přirozeném postavení.
Tato tři slova - Hare Krišna a Ráma - jsou transcendentální semínka mahámantry a jejich pronášení je duchovním voláním Pána a Jeho energie, aby ochránily podmíněnou duši. Žádný jiný způsob duchovní realizace není v současném věku hádky a pokrytectví tak účinný jako zpívání mahá-mantry.[zdroj?]
| हरे कृष्ण हरे कृष्ण | Haré Krišna Haré Krišna |
| कृष्ण कृष्ण हरे हरे | Krišna Krišna Haré Haré |
| हरे राम हरे राम   | Haré Ráma Haré Ráma     |
| राम राम हरे हरे   | Ráma Ráma Haré Haré     |

Zakladatel Mezinárodní společnosti pro vědomí Kršny o ní říká: "To, co slyšíte, je zvuková vibrace a je zapotřebí, abychom pochopili, že tato zvuková vibrace je transcendentální. A protože je transcendentální, promlouvá ke každému, i k těm, kdo řeči tohoto zvuku nerozumí. V tom je jeho krása. Dokonce i děti na něj reagují."